# 土屋裕一 (作曲家)
土屋 裕一（つちや ゆういち、1979年9月20日 - ）は、神奈川県横浜市出身の作曲家、編曲家。
元、コナミ出身であり、主にゲームミュージックを手掛ける。現在は、大手ゲームメーカーから集結したサウンドクリエイター集団、株式会社INSPIONの作曲家として、ゲームミュージック作曲家として活動している。

## 略歴
生まれも育ちも神奈川県。幼少よりエレクトーンを習い、合唱や吹奏楽を通じてアカデミックな音楽知識を学ぶ。吹奏楽の練習にDTMが導入されたことがきっかけとなり作曲を始めた。器楽科で音大に行こうとするも、音大で学べる知識を全て独学で習得していた為、より実践的な技術を学ぶために、コナミが運営するKCEスクールへ進学。その後1998年 コナミ入社。在籍した20年間で数々の著名作品の音楽を手掛けた。
2017年にコナミを退社。同年に株式会社INSPIONに入社し、世界中のゲーム作品の音楽を手掛けている。覚えやすいメロディーでありながら、緻密な音楽設計によって躍動感あふれる作品に仕上げていく土屋の作曲スタイルは、世界中のパプリッシャー・デベロッパーに絶賛されている。業界のヒットメーカーである土屋のもとには、世界中のゲームからのオファーが集まる。INSPIONの公式webページでは、「家に家具が一つもない」と紹介されているが、テレビ会議で椅子に座って話している土屋が、何度も目撃されている。

## 主な作品
- バイオハザード RE:2
- ファイナルファンタジーVII リメイク
- FINAL FANTASY RECORD KEEPER
- アナザーエデン 時空を超える猫
- Cytus II
- ポップンミュージック CSシリーズ（4～10）
- beatmania IIDX CSシリーズ（8、9）
- エアフォースデルタ
- Teenage Mutant Ninja Turtles 2: Battle Nexus[1]
- Teenage Mutant Ninja Turtles 3: Mutant Nightmare[2]
- エンスージア プロフェッショナル レーシング[3]
- ウイニングイレブン 2008[4]
- 悪魔城ドラキュラ Xクロニクル[5]
- パチスロ
  - スパイガールシリーズ[6]
  - がんばれゴエモン[7]
  - がんばれゴエモン2[8]
  - 戦国コレクションシリーズ
  - 麻雀格闘倶楽部シリーズ
  - 激闘!西遊記